# Ilu miałaś facetów?
Ilu miałaś facetów? (ang. What's Your Number?) – amerykańska komedia romantyczna z 2011 roku w reżyserii Marka Myloda. Adaptacja powieści 20 Times a Lady autorstwa Karyn Bosnak. Zdjęcia kręcono w Bostonie.

## Opis fabuły
Ally Darling (Anna Faris) jest inteligentna, piękna, zabawna i romantyczna. Znalazła się jednak w trudnym punkcie swego życia – przeżywa kryzys, bo nie ma ani pracy, ani faceta. Zaczyna się bać, że już nigdy nie wyjdzie za mąż. A ona bardzo pragnie być zakochana. Jest na rozdrożu i zaczyna się zastanawiać, czy przypadkiem czegoś nie przegapiła.
Ally dochodzi do wniosku, że wyczerpała limit mężczyzn, których spotkała na swej drodze. Postanawia przyjrzeć się swoim byłym chłopakom i znaleźć wśród nich tego jedynego. Los stawia na jej drodze, mieszkającego po sąsiedzku Colina (Chris Evans).

## Obsada
- Anna Faris jako Ally Darling
- Chris Evans jako Colin Shea
- Joel McHale jako Roger
- Blythe Danner jako Ava Darling
- Ed Begley Jr. jako pan Darling
- Andy Samberg jako Gerry Perry
- Zachary Quinto jako Rick
- Oliver Jackson-Cohen jako Eddie Vogel
- Thomas Lennon jako doktor Barrett Ingold
- Mike Vogel jako Dave Hansen

i inni

## Opinie krytyczne
- Film został negatywnie oceniony przez krytyków; serwis Rotten Tomatoes na podstawie opinii ze 110 recenzji przyznał mu wynik 23%[1].